# Die schrillen Vier auf Achse
Die schrillen Vier auf Achse (Originaltitel: National Lampoon’s Vacation) ist eine US-amerikanische Filmkomödie von Harold Ramis aus dem Jahr 1983. In der IMDb hieß es: „Die Überlandfahrt der Familie Griswold zum Themenpark Walley World erweist sich als viel anstrengender, als sie es je erwartet hatten.“ Die Griswolds werden verkörpert von Chevy Chase als Vater Clark W. Griswold, Beverly D’Angelo als Mutter Ellen, Anthony Michael Hall als Sohn Russell und Dana Barron
als Tochter Audrey.

## Handlung

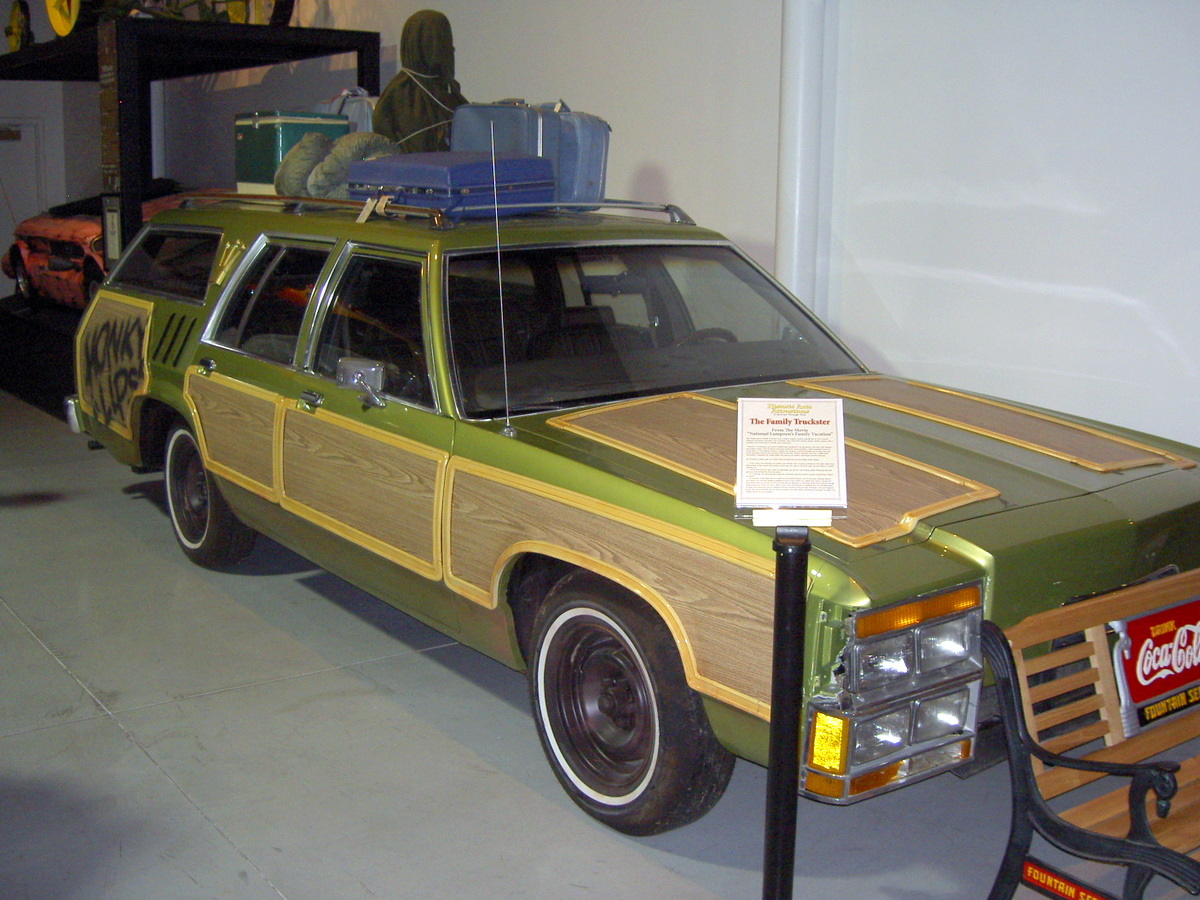
Der Wagon Queen Family Truckster, das Familienauto der Griswolds. Für den Film stellte George Barris mehrere dieser Umbauten her.

Clark, das Oberhaupt der Familie Griswold, hat für den diesjährigen Familienurlaub die perfekte Autoreise am Computer geplant. Sie soll ihn, seine Frau Ellen und die Kinder Russell („Rusty“) und Audrey vom Zuhause in Chicago quer durch die Staaten zum Freizeitpark „Walley World“ in Kalifornien führen. Doch schon bei den Vorbereitungen kommt es zu ersten Komplikationen. Der Autohändler, bei dem Clark einen neuen Sportwagen bestellt hat, betrügt ihn und dreht ihm eine überteuerte, fehleranfällige Klapperkiste an.
Nachdem Clark sich in St. Louis verfahren hat, muss er im Rotlichtviertel nach dem Weg fragen, wobei ihm die Radkappen seines Wagens gestohlen werden. Nachdem er während des Fahrens am Steuer, wie auch der Rest der Familie, eingeschlafen ist, gelangen die Vier endlich auf den großen Highway. Während eines Zwischenstopps in Kansas, wo die Griswolds Ellens Cousine Catherine und deren einfältigen Mann Eddie besuchen, halst dieser ihnen Ellens schrullige Tante Edna auf – mit der Bitte, diese und deren bissigen Hund Dinky in Phoenix bei deren Sohn Normy abzuliefern. Weitere Schwierigkeiten treten auf mit einem Highway-Polizisten, der Clark wegen Tierquälerei verhaften will, weil Dinky an der Stoßstange angebunden vergessen wurde, und – nachdem Clark sich verfahren hat – das Auto in der Wüste crasht. Als Clark sein letztes Geld für die Reparatur ausgegeben hat, stirbt Edna. Da keiner der Griswolds weiß, was man mit der Leiche machen sollen, fährt die Familie – wie geplant – zu Cousin Normy. Da dieser verreist ist, wird Ednas Leiche auf dessen Veranda postiert.
Nach einem Streit mit Ellen sucht Clark im Barbereich ihrer Unterkunft eine Frauenbekanntschaft. Er begegnet erneut der blonden Schönheit, die unterwegs unbemerkt von der Familie schon zweimal mit ihm geflirtet hat. Clark schneidet mächtig auf und gibt seine Familie als die seines Bruders aus. Als Clark am Pool des Motels die Bemerkung fallen lässt, nichts im Leben auszulassen, springt die Blonde nackt hinein und Clark tut es ihr gleich. Doch das Wasser ist ihm viel zu kalt und seine Schreie alarmieren die Hotelgäste einschließlich seiner Familie.
Schließlich erreichen die Griswolds „Walley World“, nur um am Eingang zu lesen, dass der Freizeitpark wegen Umbauarbeiten zwei Wochen geschlossen hat. Nach all den Widrigkeiten bei der Anreise dreht Clark durch und verschafft sich mit Hilfe einer Spielzeugpistole Zutritt zum Park. Er zwingt den Sicherheitsbeamten Lasky, mit der Familie zusammen sämtliche Attraktionen auszuprobieren. Der Park wird derweil von der Polizei abgeriegelt und Mr. Walley persönlich taucht auf. Clark appelliert an die Nachsicht des Betreibers, indem er rührselig vom Horrortrip seiner Familie berichtet. Das führt dann tatsächlich dazu, dass Mr. Walley von einer Anzeige absieht.

## Produktion

### Drehorte, Hintergrund
Als Drehort für den fiktiven Vergnügungspark Walley World diente der Six Flags Magic Mountain. Der im Film benutzte Wagen der Familie ist ein von den Barris-Brüdern umgebauter Ford LTD Country Squire Station Wagon. John Candy erhielt für seinen kurzen Auftritt am Ende des Films eine Gage von einer Million Dollar. Ursprünglich war der Film als schlüpfrigere R-Rated-Komödie für junge Erwachsene konzipiert. Ramis und Chase schrieben Hughes Drehbuch, das auf dessen Kurzgeschichte „Vacation 58“ basierte, um und verlagerten den Fokus von den Teenagern auf die Eltern. Auch das Ende wurde umgeschrieben, nachdem die erste Version bei einem Vorschaupublikum überhaupt nicht punkten konnte.

### Veröffentlichung
Der internationale Kinostart des Films erfolgte am 29. Juli 1983 in Kanada und in den Vereinigten Staaten. Im Vereinigten Königreich, in Irland und in Schweden erschien der Film erstmals im Oktober 1983, in Dänemark und Finnland im November 1983, in Brasilien im Dezember 1983, in Argentinien im Januar 1984 und in Australien im Februar 1984. In den Niederlanden wurde der Film im April 1984 erstmals veröffentlicht, in Mexiko im Mai 1984, in Japan, Frankreich und Portugal im Juni 1984, in Uruguay im Januar 1985 und in Spanien im Juni 1986. In Griechenland, Singapur, Südafrika, Polen, Südkorea, Italien und Ecuador erfolgte eine Erstveröffentlichung auf DVD oder/und Blu-ray.
In die bundesdeutschen Kinos kam der Film am 8. Juni 1984. Warner Bros (Universal Pictures) gab den Film zusammen mit dem Nachfolgefilm Hilfe die Amis kommen mit einer deutschen Tonspur am 7. September 2012 als Blu-rayDisc heraus.

## Rezeption

### Kritiken
Janet Maslin schrieb in der New York Times vom 29. Juli 1983, dass die Komödie eine schnelle, witzige Satire sei, die es mit den Gags nicht übertreibe und auch dafür sorge, dass der Humor nicht schlampig werde. Chevy Chase spiele seine Figur mit sehr viel mehr Schärfe als in allen seinen früheren Rollen. Lob erhielten auch Beverly D’Angelo für ihre Rollen als leidgeprüfte Mutter sowie Dana Barron und Anthony Michael Hall als zwei Kinder auf dem Rücksitz, die nie aufhören würden, sich zu streiten. Das sei durch und durch amüsant und auch gar nicht so weit von der Realität entfernt.
Derek Winnert schrieb auf seiner Seite, der Film sei eine überraschend gelungene Farce mit vielen großen Lachern, von denen einige ziemlich grausam seien.
Prisma befand, dass die Komödie „locker verknüpfte[r] Klamauk“ sei. Es würde eher „drauflos geblödelt“ als die US-amerikanische Gesellschaft kritisiert.
Das Lexikon des internationalen Films sieht in dem Film eine „[a]ls Satire auf den ‚american way of life‘ angelegte Slapstickkomödie“, die „gelegentlich etwas zu sehr überdreht“ sei.
Die Filmzeitschrift Cinema schrieb: „Ein Familienausflug zum Vergnügungspark wird zum Horrortrip.“ Fazit: „Slapstick-Partie mit Al Bundys Vorfahren“.

### Budget, Erfolg
Die Produktion der Komödie kostete etwa 15 Millionen Dollar; sie spielte in den US-Kinos etwa 61 Millionen Dollar ein.

### Fortsetzungen
Es wurden bislang fünf Fortsetzungen gedreht; in den ersten drei Filmen wiederholen Chevy Chase und Beverly D’Angelo ihre Rollen. Schöne Bescherung 2 fokussiert sich auf Randy Quaid als Cousin Eddie und wurde im Gegensatz zu den anderen Filmen für das Fernsehen und nicht für das Kino produziert. In Vacation – Wir sind die Griswolds (2015) haben Chevy Chase und Beverly D’Angelo nur einen Cameo-Auftritt. Hier ist ihr Sohn Rusty erwachsen und erlebt nun mit seiner eigenen Familie einen Urlaub.
- 1985: Hilfe, die Amis kommen (National Lampoon’s European Vacation)
- 1989: Schöne Bescherung, auch bekannt als Hilfe, es weihnachtet sehr (National Lampoon’s Christmas Vacation)
- 1997: Die schrillen Vier in Las Vegas (Vegas Vacation)
- 2003: Schöne Bescherung 2 – Eddie geht baden (Christmas Vacation 2: Cousin Eddie’s Island Adventure)
- 2015: Vacation – Wir sind die Griswolds (Vacation)